# ثرثارة رمادية الجبهة
ثرثارة رمادية الجبهة أو صخباء رمادية الرأس (الاسم العلمي: Argya cinereifrons)، طائر من فصيلة البهدليات. وهي من طيور جواثم العالم القديم تتميز بالريش الناعم الرقيق. تستوطن الثارثارة رمادية الجبهة سيريلانكا. موئلها الغابات المطيرة.